# Grand Prix automobile d'Abou Dabi 2017
GP précédent GP suivant
Le Grand Prix automobile d'Abou Dabi 2017 (2017 Formula 1 Etihad Airways Abu Dhabi Grand Prix), disputé le 26 novembre 2017 sur le Circuit Yas Marina, est la 976e épreuve du championnat du monde de Formule 1 courue depuis 1950. Il s'agit de la neuvième édition du Grand Prix d'Abou Dabi comptant pour le championnat du monde et de la vingtième et dernière manche du championnat 2017.
Dans une séance de qualification dominée par les Mercedes, Valtteri Bottas bat son coéquipier, quadruple champion du monde, Lewis Hamilton de 2 dixièmes de seconde dès sa première tentative dans la troisième phase qualificative. Il obtient ainsi la dernière pole position de la saison, la quatrième de sa carrière et sa deuxième consécutive, toutes réalisées au volant de sa Flèche d'Argent cette année. Sebastian Vettel, auteur du troisième temps, est accompagné en deuxième ligne par Daniel Ricciardo au prix d'un dernier effort sous le drapeau à damier. Le pilote Red Bull Racing repousse Kimi Räikkönen sur la troisième ligne, où il précède Max Verstappen. Nico Hülkenberg réalise le septième temps et part en quatrième ligne devant Sergio Pérez.
Le résultat de la dernière course 2017 est à l'image de la saison et plus particulièrement de sa deuxième partie : Mercedes devant Ferrari et Red Bull Racing. Hormis l'abandon de Daniel Ricciardo après vingt tours, l'ordre d'arrivée des neuf premiers est identique à leur position sur la grille. En tête au premier virage, Valtteri Bottas l'est également au terme des 55 tours, il tient tête à son coéquipier Lewis Hamilton et obtient sa troisième victoire de l'année et de sa carrière. Le pilote finlandais, auteur du meilleur tour en course dans sa cinquante-deuxième boucle, réalise par ailleurs son premier Hat trick et les Flèches d'Argent obtiennent leur quatrième doublé de la saison (le quarantième de leur histoire) après Montréal, Silverstone et Monza. Sebastian Vettel monte sur son treizième podium de l'année, à 19 secondes des Mercedes. Kimi Räikkönen prend la quatrième place, talonné par Max Verstappen qui n'a jamais trouvé le moyen de le dépasser. En se classant sixième, Nico Hülkenberg permet à Renault de finir à la même place au classement des constructeurs. Les Force India de Sergio Pérez et Esteban Ocon suivent alors que les « vétérans » Fernando Alonso, pour sa dernière course avec un moteur Honda, et Felipe Massa, pour son ultime Grand Prix, prennent les dernières unités en jeu, à un tour du vainqueur. 
Lewis Hamilton termine la saison en champion du monde pour la quatrième fois, avec 363 points, soit quarante-six points d'avance sur son dauphin Sebastian Vettel (317 points) qui devance Valtteri Bottas troisième avec 305 points ; suivent Räikkönen (205 points) qui dépasse pour finir Daniel Ricciardo (200 points), Verstappen (168 points), Pérez (100 points) et Ocon (87 points). Mercedes, champion depuis le Grand Prix des États-Unis compte finalement 668 points, Ferrari 522 points et Red Bull Racing 368 points ; suivent Force India (187 points), Williams (83 points), Renault (57 points) qui subtilise la sixième place finale à la Scuderia Toro Rosso (53 points), Haas (47 points), McLaren (30 points) et Sauber (5 points).

## Pneus disponibles
| Pneus pour piste sèche | Pneus pour piste sèche | Pneus pour piste sèche | Pneus pluie    | Pneus pluie |
| ---------------------- | ---------------------- | ---------------------- | -------------- | ----------- |
| Ultra tendres          | Super tendres          | Tendres                | Intermédiaires | Pluie       |

## Essais libres

### Première séance, le vendredi de 13 h à 14 h 30
| Pos. | Pilote           | Voiture              | Chrono         | Écart     |
| ---- | ---------------- | -------------------- | -------------- | --------- |
| 1    | Sebastian Vettel | Ferrari              | 1 min 39 s 006 |           |
| 2    | Lewis Hamilton   | Mercedes             | 1 min 39 s 126 | + 0 s 120 |
| 3    | Max Verstappen   | Red Bull-TAG Heuer   | 1 min 39 s 154 | + 0 s 148 |
| 4    | Kimi Räikkönen   | Ferrari              | 1 min 39 s 518 | + 0 s 512 |
| 5    | Valtteri Bottas  | Mercedes             | 1 min 39 s 741 | + 0 s 735 |
| 6    | Sergio Pérez     | Force India-Mercedes | 1 min 40 s 293 | + 1 s 287 |

- George Russell, pilote-essayeur chez Force India, remplace Esteban Ocon pour cette séance. Il obtient le onzième temps, à 2 s 125 de Sebastian Vettel[2],[3] ;
- Antonio Giovinazzi remplace Kevin Magnussen au volant de la Haas VF-17. Il réalise le dix-huitième temps, à 3 s 059 de Vettel[4] ;

### Deuxième séance, le vendredi de 17 h à 18 h 30
| Pos. | Pilote           | Voiture            | Chrono         | Écart     |
| ---- | ---------------- | ------------------ | -------------- | --------- |
| 1    | Lewis Hamilton   | Mercedes           | 1 min 37 s 877 |           |
| 2    | Sebastian Vettel | Ferrari            | 1 min 38 s 026 | + 0 s 149 |
| 3    | Daniel Ricciardo | Red Bull-TAG Heuer | 1 min 38 s 180 | + 0 s 303 |
| 4    | Kimi Räikkönen   | Ferrari            | 1 min 38 s 352 | + 0 s 475 |
| 5    | Valtteri Bottas  | Mercedes           | 1 min 38 s 537 | + 0 s 660 |
| 6    | Max Verstappen   | Red Bull-TAG Heuer | 1 min 38 s 894 | + 1 s 017 |

### Troisième séance, le samedi de 14 h à 15 h
| Pos. | Pilote           | Voiture            | Chrono         | Écart     |
| ---- | ---------------- | ------------------ | -------------- | --------- |
| 1    | Lewis Hamilton   | Mercedes           | 1 min 37 s 627 |           |
| 2    | Valtteri Bottas  | Mercedes           | 1 min 37 s 900 | + 0 s 273 |
| 3    | Kimi Räikkönen   | Ferrari            | 1 min 38 s 157 | + 0 s 520 |
| 4    | Sebastian Vettel | Ferrari            | 1 min 38 s 174 | + 0 s 547 |
| 5    | Daniel Ricciardo | Red Bull-TAG Heuer | 1 min 38 s 340 | + 0 s 713 |
| 6    | Max Verstappen   | Red Bull-TAG Heuer | 1 min 38 s 587 | + 0 s 960 |

## Séance de qualifications

### Résultats des qualifications
| Pos.                                                                                      | Pilote            | Écurie               | Qualifications 1 | Qualifications 2 | Qualifications 3 |
| ----------------------------------------------------------------------------------------- | ----------------- | -------------------- | ---------------- | ---------------- | ---------------- |
| 1                                                                                         | Valtteri Bottas   | Mercedes             | 1 min 37 s 356   | 1 min 36 s 822   | 1 min 36 s 231   |
| 2                                                                                         | Lewis Hamilton    | Mercedes             | 1 min 37 s 391   | 1 min 36 s 742   | 1 min 36 s 403   |
| 3                                                                                         | Sebastian Vettel  | Ferrari              | 1 min 37 s 817   | 1 min 37 s 023   | 1 min 36 s 777   |
| 4                                                                                         | Daniel Ricciardo  | Red Bull-TAG Heuer   | 1 min 38 s 016   | 1 min 37 s 583   | 1 min 36 s 959   |
| 5                                                                                         | Kimi Räikkönen    | Ferrari              | 1 min 37 s 453   | 1 min 37 s 302   | 1 min 36 s 985   |
| 6                                                                                         | Max Verstappen    | Red Bull-TAG Heuer   | 1 min 38 s 021   | 1 min 37 s 777   | 1 min 37 s 328   |
| 7                                                                                         | Nico Hülkenberg   | Renault              | 1 min 38 s 781   | 1 min 38 s 138   | 1 min 38 s 282   |
| 8                                                                                         | Sergio Pérez      | Force India-Mercedes | 1 min 38 s 601   | 1 min 38 s 359   | 1 min 38 s 374   |
| 9                                                                                         | Esteban Ocon      | Force India-Mercedes | 1 min 38 s 892   | 1 min 38 s 392   | 1 min 38 s 397   |
| 10                                                                                        | Felipe Massa      | Williams-Mercedes    | 1 min 38 s 629   | 1 min 38 s 565   | 1 min 38 s 550   |
| 11                                                                                        | Fernando Alonso   | McLaren-Honda        | 1 min 38 s 820   | 1 min 38 s 636   |                  |
| 12                                                                                        | Carlos Sainz Jr.  | Renault              | 1 min 38 s 810   | 1 min 38 s 725   |                  |
| 13                                                                                        | Stoffel Vandoorne | McLaren-Honda        | 1 min 38 s 777   | 1 min 38 s 808   |                  |
| 14                                                                                        | Kevin Magnussen   | Haas-Ferrari         | 1 min 39 s 395   | 1 min 39 s 298   |                  |
| 15                                                                                        | Lance Stroll      | Williams-Mercedes    | 1 min 39 s 503   | 1 min 39 s 646   |                  |
| 16                                                                                        | Romain Grosjean   | Haas-Ferrari         | 1 min 39 s 516   |                  |                  |
| 17                                                                                        | Pierre Gasly      | Toro Rosso-Renault   | 1 min 39 s 724   |                  |                  |
| 18                                                                                        | Pascal Wehrlein   | Sauber-Ferrari       | 1 min 39 s 930   |                  |                  |
| 19                                                                                        | Marcus Ericsson   | Sauber-Ferrari       | 1 min 39 s 994   |                  |                  |
| 20                                                                                        | Brendon Hartley   | Toro Rosso-Renault   | 1 min 40 s 471   |                  |                  |
| Temps minimal à réaliser pour la qualification : 1 min 44 s 174 (107 % de 1 min 37 s 356) |                   |                      |                  |                  |                  |

### Grille de départ
- Brendon Hartley, auteur du vingtième et dernier temps, est pénalisé d'un recul de 10 places sur la grille après l'installation d'un neuvième exemplaire de MGU-H sur sa monoplace ; il s'élance de la vingtième et dernière place[8] ;

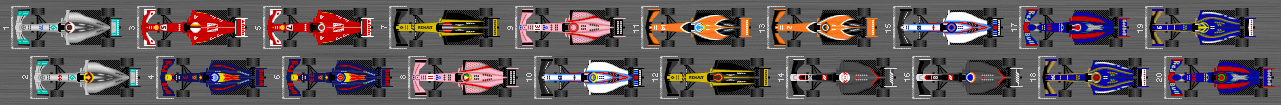
La grille de qualification et de départ du Grand Prix d'Abou Dabi 2017.

## Course

### Classement de la course
| Pos. | no | Pilote            | Écurie               | Tours | Temps/Abandon                      | Grille | Points |
| ---- | -- | ----------------- | -------------------- | ----- | ---------------------------------- | ------ | ------ |
| 1    | 77 | Valtteri Bottas   | Mercedes             | 55    | 1 h 34 min 14 s 062 (194,423 km/h) | 1      | 25     |
| 2    | 44 | Lewis Hamilton    | Mercedes             | 55    | + 3 s 899                          | 2      | 18     |
| 3    | 5  | Sebastian Vettel  | Ferrari              | 55    | + 19 s 330                         | 3      | 15     |
| 4    | 7  | Kimi Räikkönen    | Ferrari              | 55    | + 45 s 386                         | 5      | 12     |
| 5    | 33 | Max Verstappen    | Red Bull-TAG Heuer   | 55    | + 46 s 269                         | 6      | 10     |
| 6    | 27 | Nico Hülkenberg   | Renault              | 55    | + 1 min 25 s 713                   | 7      | 8      |
| 7    | 11 | Sergio Pérez      | Force India-Mercedes | 55    | + 1 min 32 s 062                   | 8      | 6      |
| 8    | 31 | Esteban Ocon      | Force India-Mercedes | 55    | + 1 min 38 s 911                   | 9      | 4      |
| 9    | 14 | Fernando Alonso   | McLaren-Honda        | 54    | + 1 tour                           | 11     | 2      |
| 10   | 19 | Felipe Massa      | Williams-Mercedes    | 54    | + 1 tour                           | 10     | 1      |
| 11   | 8  | Romain Grosjean   | Haas-Ferrari         | 54    | + 1 tour                           | 16     |        |
| 12   | 2  | Stoffel Vandoorne | McLaren-Honda        | 54    | + 1 tour                           | 13     |        |
| 13   | 20 | Kevin Magnussen   | Haas-Ferrari         | 54    | + 1 tour                           | 14     |        |
| 14   | 94 | Pascal Wehrlein   | Sauber-Ferrari       | 54    | + 1 tour                           | 18     |        |
| 15   | 28 | Brendon Hartley   | Toro Rosso-Renault   | 54    | + 1 tour                           | 20     |        |
| 16   | 10 | Pierre Gasly      | Toro Rosso-Renault   | 54    | + 1 tour                           | 17     |        |
| 17   | 9  | Marcus Ericsson   | Sauber-Ferrari       | 54    | + 1 tour                           | 19     |        |
| 18   | 18 | Lance Stroll      | Williams-Mercedes    | 54    | + 1 tour                           | 15     |        |
| Abd. | 55 | Carlos Sainz Jr.  | Renault              | 31    | Roue                               | 12     |        |
| Abd. | 3  | Daniel Ricciardo  | Red Bull-TAG Heuer   | 20    | Hydraulique                        | 4      |        |

### Pole position et record du tour
- Pole position :  Valtteri Bottas (Mercedes) en 1 min 36 s 321 (207,775 km/h)[10].
- Meilleur tour en course :  Valtteri Bottas (Mercedes) en 1 min 40 s 650 (198,653 km/h) au cinquante-deuxième tour[11].

### Tours en tête
- Valtteri Bottas (Mercedes) : 52 tours (1-21 / 25-55)[12]
- Lewis Hamilton (Mercedes) : 3 tours (22-24)

## Classements généraux à l'issue de la course
| Pos.     | Pilote            | Écurie               | Points |
| -------- | ----------------- | -------------------- | ------ |
| Champion | Lewis Hamilton    | Mercedes             | 363    |
| 2        | Sebastian Vettel  | Ferrari              | 317    |
| 3        | Valtteri Bottas   | Mercedes             | 305    |
| 4        | Kimi Räikkönen    | Ferrari              | 205    |
| 5        | Daniel Ricciardo  | Red Bull-TAG Heuer   | 200    |
| 6        | Max Verstappen    | Red Bull-TAG Heuer   | 168    |
| 7        | Sergio Pérez      | Force India-Mercedes | 100    |
| 8        | Esteban Ocon      | Force India-Mercedes | 87     |
| 9        | Carlos Sainz Jr.  | Toro Rosso-Renault   | 54     |
| 10       | Nico Hülkenberg   | Renault              | 43     |
| 11       | Felipe Massa      | Williams-Mercedes    | 43     |
| 12       | Lance Stroll      | Williams-Mercedes    | 40     |
| 13       | Romain Grosjean   | Haas-Ferrari         | 28     |
| 14       | Kevin Magnussen   | Haas-Ferrari         | 19     |
| 15       | Fernando Alonso   | McLaren-Honda        | 17     |
| 16       | Stoffel Vandoorne | McLaren-Honda        | 13     |
| 17       | Jolyon Palmer     | Renault              | 8      |
| 18       | Pascal Wehrlein   | Sauber-Ferrari       | 5      |
| 19       | Daniil Kvyat      | Toro Rosso-Renault   | 5      |

| Pos.     | Écurie               | Points |
| -------- | -------------------- | ------ |
| Champion | Mercedes             | 668    |
| 2        | Ferrari              | 522    |
| 3        | Red Bull-TAG Heuer   | 368    |
| 4        | Force India-Mercedes | 187    |
| 5        | Williams-Mercedes    | 83     |
| 6        | Renault              | 57     |
| 7        | Toro Rosso-Renault   | 53     |
| 8        | Haas-Ferrari         | 47     |
| 9        | McLaren-Honda        | 30     |
| 10       | Sauber-Ferrari       | 5      |

## Statistiques
Le Grand Prix d'Abou Dabi 2017 représente :
- la 4e pole position de Valtteri Bottas[15] ;
- la 3e victoire de sa carrière pour Valtteri Bottas[16] ;
- le 1er hat trick de sa carrière pour Valtteri Bottas[17] ;
- la 76e victoire de Mercedes en tant que constructeur[18] ;
- la 162e victoire de Mercedes en tant que motoriste[19] ;
- Le 40e doublé de l'écurie Mercedes Grand Prix[20].

Au cours de ce Grand Prix :
- Lewis Hamilton passe la barre des 2 600 points inscrits en Formule 1 (2 610 points)[21] ;
- Valtteri Bottas passe la barre des 700 points inscrits en Formule 1 (716 points)[22] ;
- Nico Hülkenberg passe la barre des 400 points inscrits en Formule 1 (405 points)[23] ;
- Valtteri Bottas est élu « Pilote du jour » lors d'un vote organisé sur le site officiel de la Formule 1[24] ;
- Emanuele Pirro (37 départs en Grands Prix de Formule 1, 3 points inscrits entre 1989 et 1991 et quintuple vainqueur des 24 Heures du Mans en 2000, 2001, 2002, 2006 et 2007) est nommé conseiller auprès des commissaires de course par la FIA pour les aider dans leurs jugements[25].